# Kolej Plessis
Kolej Plessis (francouzsky Collège du Plessis) byla kolej Pařížské univerzity. Nacházela se v ulici Rue Saint-Jacques (dnes dům č. 115) v 5. obvodu v Paříži. Během Velké francouzské revoluce sloužila jako věznice.

## Historie
Kolej Plessis se nacházela v bezprostřední blízkosti dvou dalších významných vzdělávacích zařízení – Sorbonny a Collège de France. Její počátky sahají až do středověku, když sloužila jako špitál pro staré, nemocné a poutníky. Bretaňský šlechtic Geoffroy Baluçondu Plessis († 1332) jej nechal na konci svého života přeměnit na studentskou kolej, kde se zdarma vzdělávalo 40 stipendistů. V polovině 17. století byla postavena novostavba za kardinála Richelieu, jehož vlastní jméno taktéž znělo Armand-Jean du Plessis (jeho rodina pocházela z oblasti Poitou). Rovněž byla v roce 1642 správa koleje přenesena na Sorbonnu.
Během Francouzské revoluce sloužily prostory koleje v období jakobínského Teroru jako věznice. Byly zde internovány především osoby z okolních měst, kde nezasedal revoluční tribunál ani nebyla gilotina poté, co Výbor pro veřejné blaho na jaře 1794 rozhodl, že obvinění budou posíláni před revoluční tribunál v Paříži. Muži byli umisťováni do sklepních cel a ženy do cel pod střechou. Protože množství zatčených neustále vzrůstalo, byly proraženy zdi sousedící se Sorbonnou, aby se kapacita věznice zvětšila.
Po skončení Hrůzovlády v roce 1794 kolej sloužila opět ke vzdělávacím účelům, byli zde ubytováni profesoři.
V letech 1809-1821 zde sídlila fakulta věd, filozofická fakulta a teologická fakulta, v období 1826-1847 přípravná škola Lycea Louis-le-Grand.
Budovy byly zbořeny v roce 1864 a na jejich místě vznikla severní část dnešního Lycea Louis-le-Grand.